# Gesetzesergänzende Verordnung
Die gesetzesergänzende Verordnung ist eine Verordnung, die direkt auf eine verfassungsgesetzliche Grundlage gestützt und daher ohne einfachgesetzliche Ermächtigung im Bereich eines eng umgrenzten Rechtsgebiet (z. B. Ortspolizei) erlassen werden kann (daher auch "verfassungsunmittelbare gesetzesergänzende Verordnung". Gegensatz dazu: Durchführungsverordnung bzw. Vollziehungsverordnung).
Die gesetzesergänzende Verordnung wird daher in der Regel in Ergänzung eines Gesetzes erlassen, soweit im Rechtsbestand des Staates nicht bereits ein Gesetz einschlägige Regelungen trifft bzw. solche später getroffen werden (siehe dazu das Modell des Stufenbaus der Rechtsordnung). Die gesetzesergänzende Verordnung hat jedoch die Ermächtigungsgrundlage für den Verordnungsgeber zur Erlassung der Verordnung nur in einem Verfassungsgesetz.
Gesetzesergänzende Verordnungen wirken daher nur subsidiär zu bestehenden oder zukünftigen Gesetzen hinzu, da bereits bestehende Gesetze oder künftig erlassene Gesetze die gesetzesergänzende Verordnungen derogieren.
Es wird bei den selbständigen Verordnungen in
- gesetzesvertretende Verordnungen,
- gesetzesergänzende Verordnungen,
- gesetzesändernde Verordnungen

unterschieden.
Gesetzesergänzende Verordnungen sind jedenfalls unzulässig, soweit sie gegen Grundnormen der Verfassung verstoßen.

## Verweise
1. ↑   BGE 103 IV 192, E. 2a: Eine Vollziehungsverordnung darf nicht über den Rahmen hinausgehen, den das Gesetz absteckt. Die Vollziehungsverordnung hat die Funktion Bestimmungen des Gesetzes zu präzisieren, gegebenenfalls echte Lücken zu füllen und, soweit notwendig, das anwendbare Verfahren festzulegen. Die Vollziehungsverordnung enthält daher keine neuen Vorschriften, welche den Anwendungsbereich eines Gesetzes ausdehnt und Rechte der Normunterworfenen beschränkt oder diesen Verpflichtungen auferlegt.